# Le Soleil du traître
Le Soleil du traître (titre original : Traitor's Sun) est un roman du Cycle de Ténébreuse, écrit par Marion Zimmer Bradley, publié en 1999.